# Melanagromyza miranda
Melanagromyza miranda este o specie de muște din genul Melanagromyza, familia Agromyzidae, descrisă de Spencer în anul 1969. Conform Catalogue of Life specia Melanagromyza miranda nu are subspecii cunoscute.